# Joseph Wood Krutch
Joseph Wood Krutch (prononcer krootch) (né le 25 novembre 1893 à Knoxville dans le Tennessee – 22 mai 1970) est un écrivain, critique et naturaliste américain.

## Biographie
Il fit d'abord ses études à l'Université du Tennessee ; il obtint son master degree et son Ph.D. à l'Université Columbia de New York. Après son service militaire en 1918, il voyagea en Europe pendant une année avec son ami Mark Van Doren. Puis il enseigna à Brooklyn Polytechnic. Il devint critique de théâtre pour The Nation et écrivit plusieurs ouvrages. Il gagne sa renommée grâce à son livre sur les conséquences de la science et de la technologie intitulé The Modern Temper (1929). Il rédigea également une biographie de Samuel Johnson et d'Henry David Thoreau dans les années 1940. Tout au long de sa carrière, il écrivit 35 livres. Il enseigna à Columbia de 1937 à 1953. Il s'installa dans l'Arizona au début des années 1950 et consacra plusieurs ouvrages à l'écologie, au désert du Sud-Ouest des États-Unis, à l'écologie du Grand Canyon, ce qui lui valut d'acquérir une solide réputation de naturaliste. Il mourut à Tucson à l'âge de 76 ans d'un cancer du colon en 1970. Un grand nombre de ses manuscrits sont conservés à l'Université d'Arizona où le Joseph Wood Krutch Cactus Garden fut baptisé en son honneur en 1980.

## Ouvrages
- Edgar Allan Poe: A Study in Genius (1926)
- The Modern Temper (1929)
- Samuel Johnson (1944)
- Henry David Thoreau (1948)
- The Twelve Seasons (1949)
- The Desert Year (1951)
- The Best of Two Worlds (1953)
- The Measure of Man (1954)
- The Voice of the Desert (1954)
- The Great Chain of Life (1956)
- The Grand Canyon: Today and All Its Yesterdays (1957)
- "The sportsman or the predator? A damnable pleasure" The Saturday Review (17 August 1957): 8-10, 39-40. Concerning "killing for sport."[1],[2]
- Human Nature and the Human Condition (1959)
- The Forgotten Peninsula (1961)
- The World of Animals; A treasury of lore and literature by great writers and naturalists from the 5th century B.C. to the present (1961)
- More Lives Than One (1962)
- And Even If You Do; Essays on Man, Manners and Machines (1967)
- The Best Nature Writing of Joseph Wood Krutch (anthology, University of Utah Press, 1995  (ISBN 0-87480-480-9).